# بيني باس
بيني باس (بالإنجليزية: Benny Bass)‏ مواليد 04 ديسمبر 1903 في كييف - الوفاة 25 يونيو 1975 في فيلادلفيا، كان ملاكم أمريكي سابق صنّف ضمن فئة الوزن الخفيف. لعب أمام توني كانزونيري في سنة 1928 وخسر، كما لعب ضد هنري أرمسترونغ سنة 1913 وخسر بالضربة القاضية.

## إحصائيات
خاض خلال مسيرته 243 نزالا، فاز في 191 وتعادل في 9 وخسر في 41. فاز بالضربة القاضية في 72 نزالا.

## روابط خارجية
- بيني باس على موقع بوكس ريك (الإنجليزية) (registration required)